# Marisa Berenson

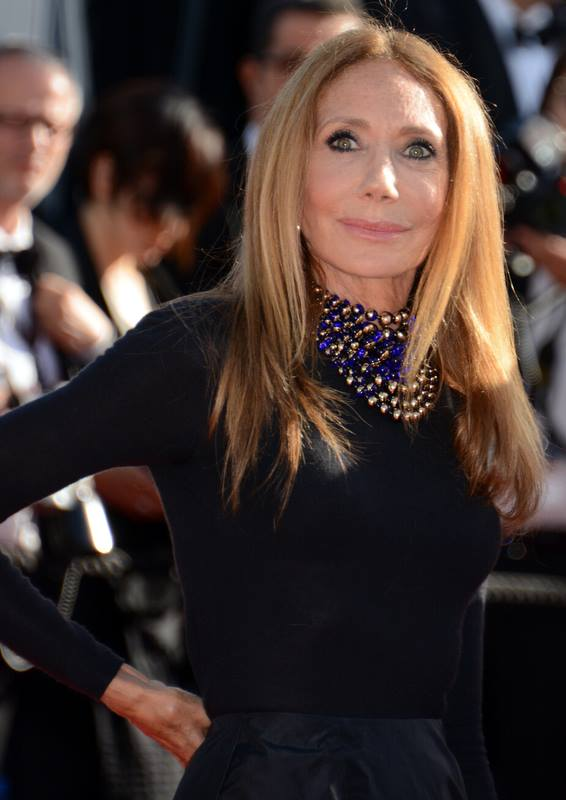
Marisa Berenson (2013)

Marisa Berenson (* 15. Februar 1947 in New York) ist eine US-amerikanische Schauspielerin und ein ehemaliges Model.

## Leben und Karriere
Berenson ist die Enkelin der Modeschöpferin Elsa Schiaparelli und begann ihre Karriere in den 1960er Jahren als eines der bestverdienenden Models. Im Jahr 1970 zierte sie das Cover der Vogue zusammen mit dem Schauspieler Helmut Berger, mit dem sie auch verlobt gewesen sein soll.
Ihre bekanntesten Filmrollen spielte Berenson in den 1970er-Jahren. Ihr Debüt gab sie in Luchino Viscontis Thomas-Mann-Verfilmung Tod in Venedig (1971); sie spielte in diesem Film die Ehefrau des Komponisten Gustav von Aschenbach (Dirk Bogarde). Im darauffolgenden Jahr war sie in Bob Fosses Oscar-prämierter Musical-Verfilmung Cabaret neben Liza Minnelli als wohlhabende Jüdin im Berlin der Weimarer Republik zu sehen. Für ihre Darstellung in Cabaret wurde sie für den Golden Globe Award als Beste Neben- und Nachwuchsdarstellerin nominiert. Im Jahr 1975 war sie unter der Regie von Stanley Kubrick als englische Aristokratin in der weiblichen Hauptrolle des Historienfilms Barry Lyndon zu sehen, nach eigener Aussage wird sie auf diese Rolle am häufigsten angesprochen.

## Schwester
Ihre Schwester Berry Berenson war ebenfalls als Schauspielerin tätig und seit 1973 mit dem Kollegen Anthony Perkins bis zu dessen Tod (1992) verheiratet. Sie fiel den Terroranschlägen am 11. September 2001 zum Opfer als Passagierin von American-Airlines-Flug 11, der als erstes ins World Trade Center flog.

## Filmografie (Auswahl)
- 1967: Das Geheimnis der blauen Krone (Coronet Blue; Fernsehserie, 1 Folge)
- 1971: Tod in Venedig (Morte a Venezia)
- 1972: Cabaret
- 1975: Barry Lyndon
- 1977: Casanova & Co.
- 1979: Piranhas II – Die Rache der Killerfische (Killer Fish)
- 1980: Das Mädchenorchester von Auschwitz (Playing for Time) (Fernsehfilm)
- 1981: S.O.B. – Hollywoods letzter Heuler (S.O.B.)
- 1986: Unheimliches Verlangen (Flagrant désir)
- 1987: Hemingway (Vierteiliger Fernsehfilm)
- 1990: Weißer Jäger, schwarzes Herz (White Hunter Black Heart)
- 1992: Mord ist ihr Hobby (Murder, She Wrote; Fernsehserie, 1 Folge)
- 1997: Die Schwächen der Frauen (Elles)
- 2001: Lisa
- 2004: Julie – Agentin des Königs (Julie, chevalier de Maupin) (Fernsehfilm)
- 2009: Ich bin die Liebe (Io sono l’amore)
- 2013: Wie in alten Zeiten (The Love Punch)
- 2020: Broken Poet
- 2022: Juliette im Bade (Juliette dans son bain) (Fernsehfilm)
- 2023: Dogman
- 2024: Belle enfant
- 2024: Ma famille chérie